# Кузьмин, Александр Иванович
Алекса́ндр Ива́нович Кузьми́н (28 октября 1941 — 11 апреля 2022, Москва) — российский дипломат. Чрезвычайный и полномочный посол (1995).

## Биография
Окончил Московский государственный институт международных отношений (МГИМО) МИД СССР (1965) и Дипломатическую академию МИД СССР (1977). Владел арабским и английским языками.
- В 1965—1967 годах — дежурный референт, стажёр Посольства СССР в Кувейте.
- В 1967—1969 годах — старший референт, атташе Отдела стран Ближнего Востока МИД СССР.
- В 1969—1974 годах — третий секретарь, второй секретарь, первый секретарь Посольства СССР в Йеменской Арабской Республике.
- В 1974—1975 годах — первый секретарь Отдела стран Ближнего Востока МИД СССР.
- В 1975—1977 годах — слушатель Дипломатической академии МИД СССР.
- В 1977 году — первый секретарь Отдела стран Ближнего Востока МИД СССР.
- В 1977—1978 годах — первый секретарь Посольства СССР в Кувейте.
- В 1978—1982 годах — первый секретарь Отдела по культурным связям с зарубежными странами МИД СССР.
- В 1982—1986 годах — советник Управления по общим международным проблемам МИД СССР.
- В 1986—1987 годах — советник Управления стран Ближнего Востока и Северной Африки МИД СССР.
- В 1987—1992 годах — советник Посольства СССР, затем России (с 1991) в Ираке.
- С 31 декабря 1992 по 7 июля 1998 года — чрезвычайный и полномочный посол Российской Федерации в Судане[1][2].
- В 1998—2001 годах — и. о. заместителя директора, заместитель директора 4-го Департамента стран СНГ МИД России.

## Дипломатический ранг
- Чрезвычайный и полномочный посланник 1 класса (24 декабря 1992)[3].
- Чрезвычайный и полномочный посол (18 июля 1995)[4].

## Награды
- Орден Красной Звезды (1991)
- Медали